# بنیفلا
بنیفلا (به اسپانیایی: Beniflá) یک شهرستان در اسپانیا است که در Safor واقع شده‌است.

## خصوصیات
بنیفلا ۰٫۶ کیلومترمربع مساحت و ۳۹۶ نفر جمعیت دارد و ۵۰ متر بالاتر از سطح دریا واقع شده‌است.